# Eutanyacra improvisa
Eutanyacra improvisa är en stekelart som först beskrevs av Cresson 1867.  Eutanyacra improvisa ingår i släktet Eutanyacra och familjen brokparasitsteklar. Inga underarter finns listade i Catalogue of Life.